# Рекорд (Курганская область)
Рекорд — посёлок в Макушинском районе Курганской области России. Входит в состав Степновского сельсовета.

## География
Посёлок находится на востоке Курганской области, в пределах юго-западной части Западно-Сибирской равнины, к югу от автодороги Р254, в лесостепной зоне, на расстоянии примерно 3 километров (по прямой) к востоку от города Макушина, административного центра района. Абсолютная высота — 136 метров над уровнем моря.
Климат
Климат характеризуется как резко континентальный, с холодной продолжительной малоснежной зимой и жарким сухим летом. Средняя температура воздуха самого холодного месяца (января) составляет −18,4 °C (абсолютный минимум — −47 °С); самого тёплого месяца (июля) — 18,5 °C (абсолютный максимум — 39 °С). Безморозный период длится 120 дней. Годовое количество атмосферных осадков — 323 мм, из которых большая часть выпадает в тёплое время года. Продолжительность периода с устойчивым снежным покровом равна 160 дням.

## Население
| 1989 | 2002 | 2010 |
| ---- | ---- | ---- |
| 104  | ↘78  | ↘63  |

Гендерный состав
По данным Всероссийской переписи населения 2010 года в гендерной структуре населения мужчины составляли 50,8 %, женщины — соответственно 49,2 %.
Национальный состав
Согласно результатам Всероссийской переписи населения 2002 года, в национальной структуре населения русские составляли 99 %.